# 125 Tauri
125 Tauri är en blåvit underjätte i Oxens stjärnbild.
125 Tau har visuell magnitud +5,17 och befinner sig på ett avstånd av ungefär 495 ljusår.